# Battle Creek (Iowa)
Battle Creek és una població dels Estats Units a l'estat d'Iowa. Segons el cens del 2000 tenia 743 habitants.

## Demografia
Segons el cens del 2000, Battle Creek tenia 743 habitants, 325 habitatges, i 195 famílies. La densitat de població era de 573,7 habitants per km².
Dels 325 habitatges en un 21,2% hi vivien nens de menys de 18 anys, en un 52,9% hi vivien parelles casades, en un 5,2% dones solteres, i en un 39,7% no eren unitats familiars. En el 36,9% dels habitatges hi vivien persones soles el 23,4% de les quals corresponia a persones de 65 anys o més que vivien soles. El nombre mitjà de persones vivint en cada habitatge era de 2,15 i el nombre mitjà de persones que vivien en cada família era de 2,83.
Per edats la població es repartia de la següent manera: un 19,8% tenia menys de 18 anys, un 5,8% entre 18 i 24, un 18,8% entre 25 i 44, un 24% de 45 a 60 i un 31,6% 65 anys o més.
L'edat mediana era de 49 anys. Per cada 100 dones de 18 o més anys hi havia 85,7 homes.
La renda mediana per habitatge era de 31.029 $ i la renda mediana per família de 39.479 $. Els homes tenien una renda mediana de 25.400 $ mentre que les dones 19.931 $. La renda per capita de la població era de 16.106 $. Entorn del 3% de les famílies i el 7,3% de la població estaven per davall del llindar de pobresa.

## Poblacions més properes
El següent diagrama mostra les poblacions més properes.